# ICESat
ICESat (Ice, Cloud and land Elevation Satellite) – misja satelitarna, której celem była przede wszystkim obserwacja lodowców na obszarach polarnych. Jej badania obejmowały również pomiary wysokości i pionowego rozmieszczenia chmur, topografię terenu oraz wysokości roślinności. Przeprowadzona została w latach 2003–2010 przez NASA, jako część systemu obserwacji Ziemi. Satelita ICESat został wyniesiony w przestrzeń kosmiczną 13 stycznia 2003 roku. Jego orbita znajdowała się 600 km nad powierzchnią Ziemi, była prawie polarna i prawie kołowa, co umożliwiło obserwację Ziemi pomiędzy 86°N i 86°S. Misja została oficjalnie zakończona w sierpniu 2010 roku z powodu awarii instrumentu badawczego.
Misja dostarczyła danych umożliwiających np. określenie bilansu topnienia lodowców na Grenlandii, walidację informacji o zachmurzeniu, utworzenie globalnej mapy wysokości roślinności, czy ocenę takich numerycznych modeli terenu jak SRTM C-Band i Aster. Pełna lista publikacji związanych z misją znajduje się na stronie NASA i NSIDC.

## Instrument badawczy
Instrumentem badawczym satelity ICESat był GLAS (Geoscience Laser Altimeter System) – pierwszy instrument typu LiDAR, obserwujący Ziemię z przestrzeni kosmicznej. Pracował on w dwóch zakresach fali elektromagnetycznej: 1064 nm (bliska podczerwień) i 532 nm (światło zielone). Instrument składał się z trzech jednakowych laserów, jednakże w danej chwili pracować mógł tylko jeden z nich. GLAS mierzył czas potrzebny emitowanemu impulsowi na przejście przez atmosferę, odbicie się od ewentualnych przeszkód (chmur, budynków, drzew itp.) i/lub powierzchni Ziemi i powrót do instrumentu. Połowa tego czasu pomnożona przez prędkość światła to odległość instrumentu od odbitego obiektu/powierzchni Ziemi. Technika pomiaru wymagała również dokładnej znajomości położenia instrumentu na orbicie oraz kąta pod jakim emitowany był impuls. Pierwsza informacja uzyskiwana była dzięki pomiarom GPS i SLR, druga między innymi przy użyciu żyroskopów i systemów śledzenia gwiazd. GLAS emitował impulsy z częstotliwością 40 Hz. Oświetlały one na powierzchni Ziemi obszary o średnicy około 70 m – tzw. plamki lasera (ang. laser footprint). Prędkość satelity na orbicie oraz częstotliwość instrumentu powodowały, że kolejne plamki lasera oddalone były od siebie średnio o 172 m.

## Produkty misji
Dane z misji zebrane są w 15 tematycznych zbiorach. Można je pobrać za darmo ze strony amerykańskiej Narodowej Bazy Danych o Śniegu i Lodzie(NSIDC). Dostępne są w dwóch formatach – binarnym i HDF. NSIDC udostępnia na swojej stronie oprogramowanie i instrukcje do pracy na plikach w formacie binarnym. Format HDF może być obsługiwany np. przez komercyjne oprogramowanie obliczeniowe MATLab. W odnalezieniu plików zawierających pomiary na konkretnym obszarze pomóc może wyszukiwarka Reverb.

## Dokładność pomiarów
NASA określa dokładność poziomą położenia środka plamki lasera w granicach 5–15 m – zmienia się ona w zależności od okresu w którym wykonywany był pomiar. Dokładność wyznaczania wysokości wewnątrz plamki lasera szacowana jest na lepszą niż 1 m jeżeli teren nie posiada dużego spadku. Dla obszarów o dużych spadkach błąd pomiaru wysokości nie powinien przekraczać 10m. Prace naukowe potwierdzają spełnienie tych dokładności.

## ICESat-2
Badania prowadzone przez ICESat będą kontynuowane. W lipcu 2016 planowany jest start satelity ICESat-2. W okresie pomiędzy zakończeniem pracy przez ICESat i rozpoczęciem pomiarów przez ICESat-2 regiony polarne monitorowe będą przy użyciu samolotów w ramach operacji IceBridge. ICESat-2 skupi się przede wszystkim na kriosferze. Pomiarowi podlegać będzie również topografia terenu i wysokość roślinności. Misja nie będzie zajmowała się jednak zbieraniem danych o chmurach. Technika pomiaru pozostanie bez zmian, lecz ICESat-2 używać będzie ulepszonego instrumentu – ATLAS (Advanced Topographic Laser Altimeter System). Będzie miał on znacznie większą częstotliwość emisji impulsów (10 kHz), a plamki lasera na powierzchni Ziemi będą miały średnicę około 10 m.